# Justus Gesenius
Pour les articles homonymes, voir Gesenius.
Justus Gesenius était un poète allemand et théologien luthérien né le 6 juillet 1601 à Esbeck en principauté de Calenberg et décédé le 18 septembre 1673 à Hanovre, toujours en principauté de Calenberg.

## Biographie
Fils de Joachim Gesenius, pasteur et prédicateur à Esbeck, Justus reçu sa première éducation à Hildesheim. À l'occasion de sa 18e année, il part pour l'université de Helmstedt et ensuite à Iéna où il obtient une maîtrise en philosophie en 1628. Gesenius devient alors pasteur à l'église de Saint-Magnus de Brunswick. 7 ans plus tard, il revient à Hildesheim à l'invitation de Georges de Brunswick-Calenberg comme chapelain de la cour et prédicateur à la Collégiale de Saint-Blaise. À la mort du duc, en 1641, la cour se déplace à Hanovre et Gesenius est promu aumônier en chef de la cour et surintendant général de la principauté de Calenberg puis de celle de Grubenhagen.
Justus Gesenius a beaucoup collaboré avec David Denicke, ils ont ensemble publié à Hanovre en 1646 un recueil de 222 cantiques.
Johann Sebastian Bach a repris un de leurs textes communs dans sa cantate BWV 77.

## Œuvres
- 1631 : Kleine Katechismusschule, das ist kurzer Unterricht, wie die Katechismuslehre bei der Jugend und den Einfältigen zu treiben
- 1639 : Kleine (später: kurze) Katechismusfragen über den Kleinen Katechismus Luthers
- 1653/54: Evangelische Predigten, 3 Teile
- 1656 : Biblische Historien AT und NT
- 1669–1672 : Erörterung der Frage: Warum willst du nicht röm.-kath. werden, wie deine Vorfahren waren?, 4 Teile
- 1671 : Passionspredigten
- 1671/72: Epistelpredigten, 4 Teile
- 1646 : Nun singet und seid froh
- 1646 : Wenn meine Sünd' mich kränken (EKG 61, EG 82, EGB 119)
- 1657 : O Tod, wo ist dein Stachel nun ? (EGB 113)
- O meine Seel', erhebe dich
- O heiligste Dreifaltigkeit
- Vor deinen Thron tret ich hiermit